# 奈良千春
奈良 千春（なら ちはる、6月30日 - ）は、日本の漫画家、イラストレーター。血液型はO型。

## 作品リスト

### イラスト
- 室生&明人シリーズ（樹生かなめ）（2004年、講談社X文庫ホワイトハート）
- 龍＆Dr.シリーズ（樹生かなめ）（2005年、講談社X文庫ホワイトハート）
- もう二度と離さない（樹生かなめ）（2006年、講談社X文庫ホワイトハート）
- 薔薇の奪還（夜光花）（2012年、SHYノベルズ）
- 交渉人は愛される（榎田尤利）（2012年、SHYノベルズ）
- 薔薇の陰謀（夜光花）（2012年、SHYノベルズ）
- 閻魔の息子（樹生かなめ）（2021年、講談社X文庫ホワイトハート）

| スタブアイコン | サブスタブ | この項目は、まだ閲覧者の調べものの参照としては役立たない、漫画家・漫画原作者に関連した書きかけの項目です。この項目を加筆・訂正などしてくださる協力者を求めています（P:漫画/PJ:漫画家）。 |